# Essey-la-Côte
Essey-la-Côte – miejscowość i gmina we Francji, w regionie Grand Est, w departamencie Meurthe i Mozela.
Według danych na rok 1990 gminę zamieszkiwało 105 osób, a gęstość zaludnienia wynosiła 16 osób/km² (wśród 2335 gmin Lotaryngii Essey-la-Côte plasuje się na 940. miejscu pod względem liczby ludności, natomiast pod względem powierzchni na miejscu 872.).